# Craniella atropurpurea
Craniella atropurpurea är en svampdjursart som först beskrevs av Carter 1870.  Craniella atropurpurea ingår i släktet Craniella och familjen Tetillidae. Inga underarter finns listade i Catalogue of Life.